# هارولد مک‌مون
هارولد مک‌مون (انگلیسی: Harold McMunn; ۶ اکتبر ۱۹۰۲ – ۵ فوریهٔ ۱۹۶۴) بازیکن هاکی روی یخ اهل کانادا بود.